# Лорел Вінтер
Лорел Вінтер (англ. Laurel Winter), при народженні — Лорел Енн Гелвік (англ. Laurel Anne Hjelvik; нар. 22 квітня 1959, Коламбус, Монтана) — письменниця та поетеса, авторка наукової фантастики та фентезі.

## Біографія
Лорел Енн Гелвік народилася 22 квітня 1959 року в місті Коламбус, штат Монтана, США. У дитинстві вона відвідувала малокомплектну школу.

### Кар'єра
Її першим опублікованим оповіданням у жанрі фентезі було «Очі, що прийшли поштою» у 1988 році. Відтоді вона отримала дві премії «Райслінг». Її оповідання «Небесні очі», що вийшло в березні 1999 року в журналі F&SF, отримало Всесвітню премію фентезі у 2000 році. Вона також пише прозу для підлітків. Її роман «Відрощування крил» уперше вийшов 2000 року у видавництві Houghton Mifflin.

### Романи
- «Відрощування крил» (англ. Growing wings, 2000)

### Оповідання
- «Повернення в минуле» (англ. Going back in time, 1988)
- «Очі, що прийшли поштою» (англ. Mail order eyes, 1994)
- «Небесні очі» (англ. Going back in time, 1999)
- «Кулінарна книга „Місячний сад“» (англ. The Moon Garden Cookbook, 2008)